# Premi e riconoscimenti di Nathan Fillion

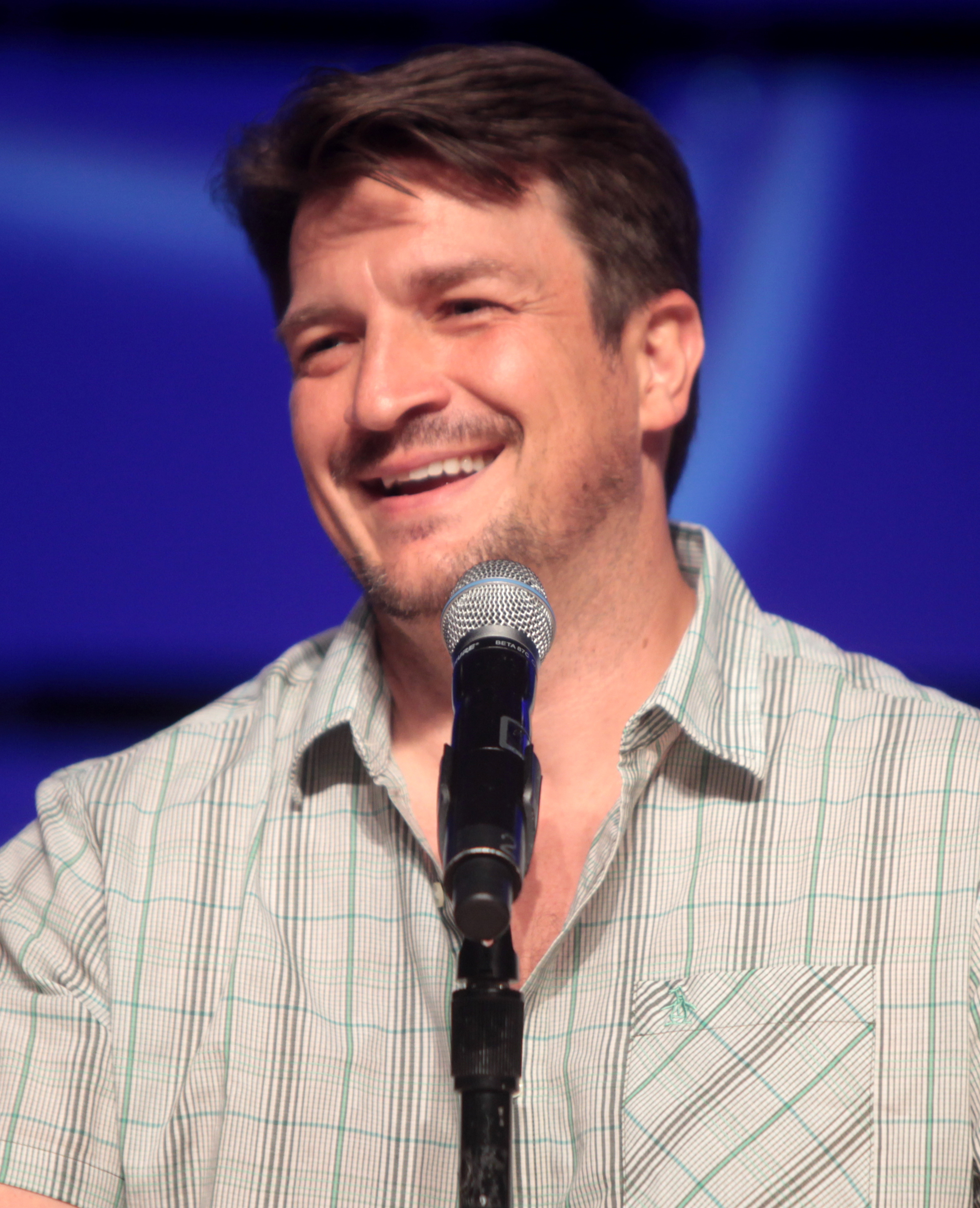
Nathan Fillion nel 2014.

Di seguito la lista dei vari premi e riconoscimenti ottenuti dall'attore Nathan Fillion.

## Premi cinematografici
- EDA Award
  - 2007 - Candidatura alla Best Seduction per Waitress - Ricette d'amore (condiviso con Keri Russell)[1]
- Empire Award
  - 2005 - Candidatura al miglior debutto per Serenity[2]
- Online Film Critics Society Award
  - 2005 - Candidatura alla Best Breakthrough Performance per Serenity
- SFX Award
  - 2005 - Miglior attore per Serenity

## Premi televisivi
- Behind the Voice Actors Award
  - 2011 - Candidatura alla miglior voce maschile in uno special TV/Direct-to-DVD' o cortometraggio per Lanterna Verde - I cavalieri di smeraldo[3]
- Daytime Emmy Award
  - 1996 - Candidatura al miglior giovane attore in una serie drammatica per Una vita da vivere[4]
- People's Choice Award
  - 2012 - Attore preferito in una serie TV drammatica per Castle[5]
  - 2013 - Attore preferito in una serie TV drammatica per Castle
  - 2014 - Candidatura alla Favorite On-Screen Chemistry per Castle (condiviso con Stana Katic)
  - 2015 - Attore preferito in una serie TV crime drama per Castle
  - 2015 - Candidatura al Favorite TV Duo per Castle (condiviso con Stana Katic)
  - 2016 - Attore preferito in una serie TV crime drama per Castle
- Satellite Award
  - 2009 - Candidatura al miglior attore in una serie televisiva drammatica per Castle[6]
- Saturn Award
  - 2003 - Cinescape Genre Face of the Future per Firefly
- Screen Actors Guild Award
  - 2007 - Candidatura al miglior attore in una serie commedia per Desperate Housewives[7]
- Soap Opera Digest Award
  - 1996 - Candidatura al miglior giovane attore protagonista in una soap opera per Una vita da vivere
- Streamy Award
  - 2009 - Candidatura al miglior attore in una serie commedia in streaming per Dr. Horrible's Sing-Along Blog[8]
  - 2010 - Candidatura al miglior attore non protagonista in una serie web per James Gunn's PG Porn[9]
- TV Guide Award
  - 2011 - Favorite Couple Who Should Get Together per Castle (condiviso con Stana Katic)
  - 2012 - Favorite TV Couple per Castle (condiviso con Stana Katic)
  - 2013 - Favorite TV Couple per Castle (condiviso con Stana Katic)
  - 2014 - Candidatura al miglior attore per Castle